# Canton de Saint-Flour-1
Le canton de Saint-Flour-1 est une circonscription électorale française du département du Cantal créée par le décret du 13 février 2014 et entrée en vigueur lors des élections départementales de 2015.

## Histoire
Un nouveau découpage territorial du Cantal entre en vigueur en mars 2015, défini par le décret du 13 février 2014, en application des lois du 17 mai 2013 (loi organique 2013-402 et loi 2013-403). Les conseillers départementaux sont, à compter de ces élections, élus au scrutin majoritaire binominal mixte. Les électeurs de chaque canton élisent au Conseil départemental, nouvelle appellation du Conseil général, deux membres de sexe différent, qui se présentent en binôme de candidats. Les conseillers départementaux sont élus pour 6 ans au scrutin binominal majoritaire à deux tours, l'accès au second tour nécessitant 12,5 % des inscrits au 1er tour. En outre la totalité des conseillers départementaux est renouvelée. Ce nouveau mode de scrutin nécessite un redécoupage des cantons dont le nombre est divisé par deux avec arrondi à l'unité impaire supérieure si ce nombre n'est pas entier impair, assorti de conditions de seuils minimaux. Dans le Cantal, le nombre de cantons passe ainsi de 27 à 15. Le nouveau canton de Saint-Flour-1 est formé à partir des communes des anciens cantons de Massiac (12 communes) et de Saint-Flour-Nord (11 communes + une fraction de commune).
Ce redécoupage a fait l'objet de certaines polémiques. La disparition du canton de Massiac a été mal accueillie par la municipalité de cette ville. Son conseil municipal a émis un avis défavorable à cette création et a demandé que le nouveau canton soit appelé « Canton de Massiac - Saint-Flour ».

Le député Alain Marleix, ancien maire de Massiac et conseiller général du canton, a déclaré à ce sujet : " Je suis effondré que Massiac ne soit plus chef-lieu de canton. C'est quand même la seule ville du département à être située à la fois au bord d'une autoroute, d'une route nationale et qui gère un nombre respectable d’habitants. Cela donne l'impression d'être déclassé "

## Représentation

### Conseillers départementaux
| Période élective | Période élective | Mandat | Mandat   | Identité       | Nuance | Nuance | Qualité |
| ---------------- | ---------------- | ------ | -------- | -------------- | ------ | ------ | --- |
| 2015             | 2021             | 2015   | 2021     | Didier Achalme |        | LR     | Éleveur de chevaux, conseiller municipal de Massiac (maire depuis 2020) 4ème Vice-Président du Conseil départemental (Solidarité territoriale, Routes, Environnement) |
| 2015             | 2021             | 2015   | 2021     | Aline Hugonnet |        | DVD    | maire de Roffiac (2008-2020) 5ème Vice-présidente du Conseil départemental (Insertion, Logement)                                                                      |
| 2021             | 2028             | 2021   | en cours | Didier Achalme |        | LR     | maire de Massiac (2020- ) 1er vice-Président du Conseil départemental (Attractivité, Mobilité et Grandes infrastructures)                                             |
| 2021             | 2028             | 2021   | en cours | Marina Besse   |        | DVD    | Agricultrice, maire de Mentières (2020- ), suppléante de Jean-Yves Bony, député LR depuis 2022                                                                        |

Lors des élections départementales de 2015, le binôme composé de Didier Achalme et Aline Hugonnet (Divers Droite) est élu au 1er tour avec 100,00% des suffrages exprimés car il était le seul à se présenter à l'élection. Le taux de participation est de 42,53 % (3 380 votants sur 7 948 inscrits) contre 55,81 % au niveau départementalet 50,17 % au niveau national. Cette participation très faible et le grand nombre d'abstentions et de bulletins nuls s'expliquent par le caractère atypique de l'élection où il n'y avait qu'une seule candidature.
Lors des élections départementales de 2021, le binôme composé de Didier Achalme et Marina Besse (Droite, centre et indépendants) est élu au 1er tour avec 78,16% des suffrages exprimés devant le binôme constitué d'Alain Barrès et Jocelyne Cussac (21,84 %). Le taux de participation est de 41,45 % (3 014 votants sur 7 271 inscrits) contre 41,88 % au niveau départemental.

## Composition
Le canton de Saint-Flour-1 comprend :
1. Vingt-trois communes entières,
2. La partie de la commune de Saint-Flour située à l'est d'une ligne définie par l'axe des voies et limites suivantes : depuis la limite territoriale de la commune d'Andelat, ligne de chemin de fer Saint-Flour-Chaudes-Aigues, avenue de Clermont-Ferrand, avenue du 11-Novembre, avenue de Verdun, route départementale 10, jusqu'à la limite territoriale de la commune de Villedieu[11].

| Nom                                 | Code Insee | Intercommunalité            | Superficie (km2) | Population (dernière pop. légale)              | Densité (hab./km2) | Modifier                                    |
| ----------------------------------- | ---------- | --------------------------- | ---------------- | ---------------------------------------------- | ------------------ | ------------------------------------------- |
| Saint-Flour (bureau centralisateur) | 15187      | CC Saint-Flour Communauté   | 27,14            | Fraction : 1 819 (2022) Commune : 6 390 (2022) | 235                | modifier les données · modifier les données |
| Andelat                             | 15004      | CC Saint-Flour Communauté   | 21,05            | 474 (2022)                                     | 23                 | modifier les données · modifier les données |
| Auriac-l'Église                     | 15013      | CC Hautes Terres Communauté | 19,73            | 142 (2022)                                     | 7,2                | modifier les données · modifier les données |
| Bonnac                              | 15022      | CC Hautes Terres Communauté | 22,60            | 160 (2022)                                     | 7,1                | modifier les données · modifier les données |
| La Chapelle-Laurent                 | 15042      | CC Hautes Terres Communauté | 26,09            | 239 (2022)                                     | 9,2                | modifier les données · modifier les données |
| Coltines                            | 15053      | CC Saint-Flour Communauté   | 19,02            | 428 (2022)                                     | 23                 | modifier les données · modifier les données |
| Coren                               | 15055      | CC Saint-Flour Communauté   | 16,86            | 445 (2022)                                     | 26                 | modifier les données · modifier les données |
| Ferrières-Saint-Mary                | 15069      | CC Hautes Terres Communauté | 19,17            | 238 (2022)                                     | 12                 | modifier les données · modifier les données |
| Lastic                              | 15097      | CC Saint-Flour Communauté   | 10,47            | 108 (2022)                                     | 10                 | modifier les données · modifier les données |
| Laurie                              | 15098      | CC Hautes Terres Communauté | 19,23            | 84 (2022)                                      | 4,4                | modifier les données · modifier les données |
| Leyvaux                             | 15105      | CC Hautes Terres Communauté | 14,95            | 36 (2022)                                      | 2,4                | modifier les données · modifier les données |
| Massiac                             | 15119      | CC Hautes Terres Communauté | 34,78            | 1 801 (2022)                                   | 52                 | modifier les données · modifier les données |
| Mentières                           | 15125      | CC Saint-Flour Communauté   | 13,17            | 124 (2022)                                     | 9,4                | modifier les données · modifier les données |
| Molèdes                             | 15126      | CC Hautes Terres Communauté | 22,38            | 78 (2022)                                      | 3,5                | modifier les données · modifier les données |
| Molompize                           | 15127      | CC Hautes Terres Communauté | 17,12            | 272 (2022)                                     | 16                 | modifier les données · modifier les données |
| Montchamp                           | 15130      | CC Saint-Flour Communauté   | 15,90            | 142 (2022)                                     | 8,9                | modifier les données · modifier les données |
| Rézentières                         | 15161      | CC Saint-Flour Communauté   | 13,29            | 110 (2022)                                     | 8,3                | modifier les données · modifier les données |
| Roffiac                             | 15164      | CC Saint-Flour Communauté   | 21,26            | 562 (2022)                                     | 26                 | modifier les données · modifier les données |
| Saint-Mary-le-Plain                 | 15203      | CC Hautes Terres Communauté | 21,80            | 186 (2022)                                     | 8,5                | modifier les données · modifier les données |
| Saint-Poncy                         | 15207      | CC Hautes Terres Communauté | 40,37            | 337 (2022)                                     | 8,3                | modifier les données · modifier les données |
| Talizat                             | 15231      | CC Saint-Flour Communauté   | 37,62            | 596 (2022)                                     | 16                 | modifier les données · modifier les données |
| Tiviers                             | 15237      | CC Saint-Flour Communauté   | 13,53            | 164 (2022)                                     | 12                 | modifier les données · modifier les données |
| Valjouze                            | 15247      | CC Hautes Terres Communauté | 3,05             | 24 (2022)                                      | 7,9                | modifier les données · modifier les données |
| Vieillespesse                       | 15259      | CC Saint-Flour Communauté   | 24,91            | 261 (2022)                                     | 10                 | modifier les données · modifier les données |
| Canton de Saint-Flour-1             | 1511       |                             |                  | 8 830 (2022)                                   |                    | modifier les données                        |

## Démographie
En 2022, le canton comptait 8 830 habitants, en évolution de −0,01 % par rapport à 2016 (Cantal : −1,08 %, France hors Mayotte : +2,11 %).
| 2013  | 2018  | 2022  |
| ----- | ----- | ----- |
| 9 724 | 8 813 | 8 830 |